# Benestad, Tomelilla kommun
Benestad är kyrkby i Benestads socken i Tomelilla kommun i Skåne. I orten finns Benestads kyrka och därintill naturreservatet Benestads backar. 
Orten definierades av SCB som småort år 2005, men både tidigare och senare var befolkningen under 50 personer. Från 2015 till 2020 avgränsades här åter en småort.